# Roca Foradada (vall de Pi)
La Roca Foradada és una muntanya de 1.980 metres que es troba a la vall de Pi, municipi de Bellver de Cerdanya, a la comarca de la Baixa Cerdanya.